# Brasão de Aragão
O Brasão de Aragão, também conhecido como Escudo de Aragão, é um símbolo oficial da Comunidade Autônoma de Aragão. É um brasão heráldico originalmente vindo do Reino de Aragão datado por volta de 1499, que representa o Reino ao longo dos anos. Este modelo do brasão se difundiu sobre outras ordenações heráldicas da época de forma predominante, consolidando-se a partir da Idade Moderna e chegar definitivamente no século XIX. Em 1921, a Real Academia de História reconheceu sua importância histórica. Em 1982, o brasão foi oficializado na bandeira de Aragão.

## Iconografia
Primeira partição: uma cruz latina vermelha sobre uma azinheira em fundo dourado. Representa o reino de Sobrarbe, pois a árvore simboliza os habitantes dos [[Pirenéus Ocidentais 88 e a cruz, os orientais, que historicamente se uniram contra os muçulmanos. Além disso, representa a liberdade foral, conforme estabelecido no Fuero de Sobrarbe: "antes foram leis que reis".
Segunda partição: uma cruz de prata em forma de "patê" (as extremidades se alargam) sobre fundo azul. Representa o espírito de resistência, pois durante uma batalha contra os muçulmanos, na qual Íñigo Arista estava envolvido, apareceu uma cruz de prata no céu. Isso se enraizou e passou a simbolizar a fortaleza dos núcleos serranos.
Terceira partição: uma cruz de São Jorge vermelha que cria 4 espaços nos quais são inseridas 4 cabeças com turbantes, conhecidas como "cabeças de mouros" (muçulmanos). A cruz representa o território e as cabeças representam a expansão, sendo adicionadas após a conquista de Huesca em 1096.
Quarta partição: 4 palos vermelhos sobre fundo dourado. Representam a linhagem aragonesa. Infelizmente, não se conhece com certeza a sua origem, mas existem duas grandes teorias. A primeira é que, em 1260, o infante Alfonso, filho de Jaime I, foi enterrado com a insígnia real de Aragão, simbolizando a linhagem familiar. A segunda teoria é a existência de uma relação precoce entre o reino e a Santa Sé, e que, durante o reinado de Sancho Ramírez, eles se comunicavam enviando documentos mutuamente, aos quais eram anexadas fitas de seda vermelha.
Timbrado: coroa real aberta de inspiração gótica do século XIII com oito florões, pérolas, flores de lis, rubis e esmeraldas. A coroa representa a antiguidade do reino de Aragão, existente entre 1035 e o início do século XVIII, já que a coroa fechada com um barrete vermelho é usada na Espanha desde a Casa de Áustria.